# Melanina

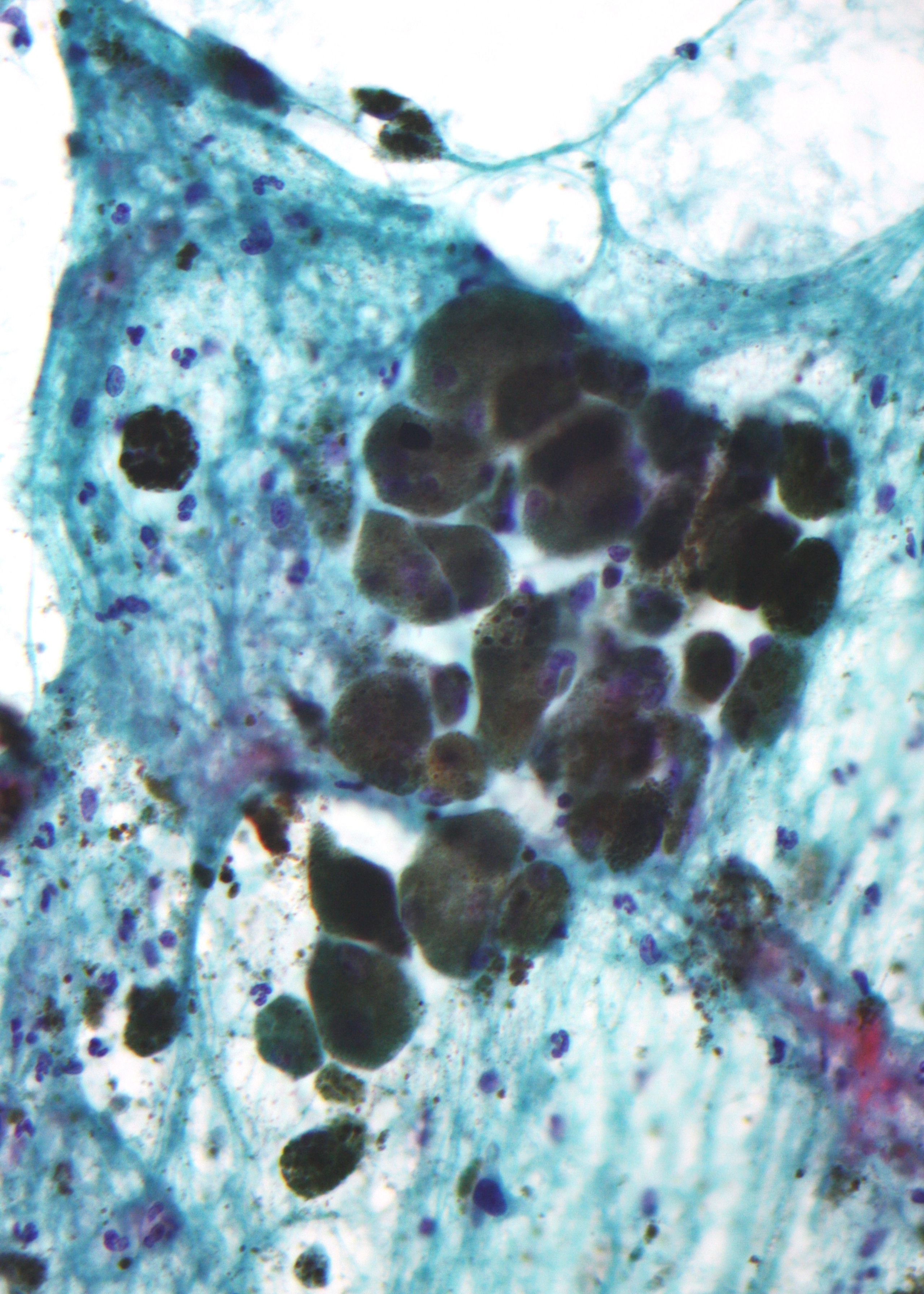

La parola "melanina" viene utilizzata per descrivere una classe unica di pigmenti presenti in tutta la biosfera, caratterizzati da una vasta gamma di funzioni, strutture e manifestazioni.

## Etimologia
Il termine deriva dal greco antico μέλας (mèlas = nero).

## Storia
La melanina fu menzionata per la prima volta da Aristotele in associazione al pigmento nero rilasciato dalle seppie per allontanare i predatori.

## Caratteristiche strutturali e fisiche
Le melanine sono composti chimici noti come poli-indoli. La struttura delle melanine è variabile, ma generalmente, all'interno di questa classe ci sono tre composti principali, numero che può essere esteso a cinque se si considerano sistemi privi di azoto:
1. eumelanina, più semplicemente nota come melanina
2. feomelanina,
3. neuromelanina
4. peptidomelanina
5. selenomelanina

Molte tecniche, tra cui studi di diffrazione a raggi X, microscopia elettronica a trasmissione, microscopia a scansione a effetto tunnel e microscopia a forza atomica, hanno stabilito che le melanine tendono a formare strutture oligomeriche composte da 3-5 unità monomeriche, che si impilano l'una sull'altra tramite interazioni π–π, à la Hunter e Sanders. Ciò è importante poiché porta a differenze nelle strutture delle melanine sintetiche rispetto a quelle di origine naturale: le prime tendono ad avere un contenuto di DHICA di circa il 10%, mentre i materiali naturali possono arrivare fino al 50% di contenuto di DHICA.
È noto che differenti rapporti iniziali di DHI/DHICA possono modificare profondamente il modo in cui le strutture oligomeriche si impacchettano all'interno della melanina, con i diversi monomeri che mostrano affinità distinte per l'impilamento. Queste strutture oligomeriche impilate, che hanno una densità di 1,37 g/cm³, sono di dimensioni comprese tra 1 e 5 nm, sono stabili e difficili da separare. Infatti, è possibile ottenere solo una solubilizzazione parziale a pH alcalino.
Tutte le melanine condividono una combinazione di caratteristiche che includono l'assorbimento ottico a banda larga monotono, la resistenza agli acidi forti, l'insolubilità nella maggior parte dei solventi e la presenza di una popolazione stabile di radicali liberi. A differenza di altri pigmenti in natura, le melanine possono assorbire tutte le frequenze della luce visibile e rifletterne quasi nessuna all'osservatore. Poiché gli spettri di assorbimento ottico delle melanine si estendono alla regione ultravioletta e infrarossa, alcuni considerano le melanine più scure del nero.

Struttura chimica dell'eumelanina

### Eumelanina
È un pigmento di colore nero-marrone, derivato almeno in parte dalla polimerizzazione ossidativa della L-dopa tramite intermedi di 5,6-diidrossiindolo. La sua struttura è stata oggetto di alcune controversie. Il motivo principale è che la melanina non è un composto polimerico tradizionale, ma piuttosto un materiale disordinato e amorfo, insolubile nella maggior parte dei solventi comuni, il che rende impraticabili le tecniche standard di caratterizzazione.

### Feomelanina

Parte della struttura chimica della feomelanina

Un pigmento contenente zolfo di colore giallo-marrone rossiccio, derivato dall'ossidazione dei precursori della cisteinildopa tramite intermedi di benzotiazina e benzotiazolo, tipicamente presente nelle persone con i capelli rossi. Risulta solubile negli alcali.
La feomelanina è strettamente legata alle proteine, il che indica che in vivo si presenta come cromoproteina, con una grande variabilità nel contenuto di azoto e zolfo.
Le feomelanine sono fotolabili e i loro prodotti di fotolisi includono superossido, radicali idrossilici e perossido di idrogeno I tricromi B, C, E e F sono prodotti correlati alla feomelanina, contenenti un'unità strutturale di base costituita da 1,4-benzotiazina, che può esistere in due forme tautomere.

### Neuromelanina
Un pigmento scuro prodotto nei neuroni dall'ossidazione della dopamina e di altri precursori delle catecolamine. Questo composto si trova nella sostanza nera del tronco encefalico ed è stato dimostrato che è costituito da un nucleo di feomelanina e un guscio esterno di eumelanina.
Presentano proprietà paramagnetiche stabili, sono insolubili nei solventi organici, vengono decolorate dal perossido di idrogeno e vengono marcati con una colorazione d'argento.

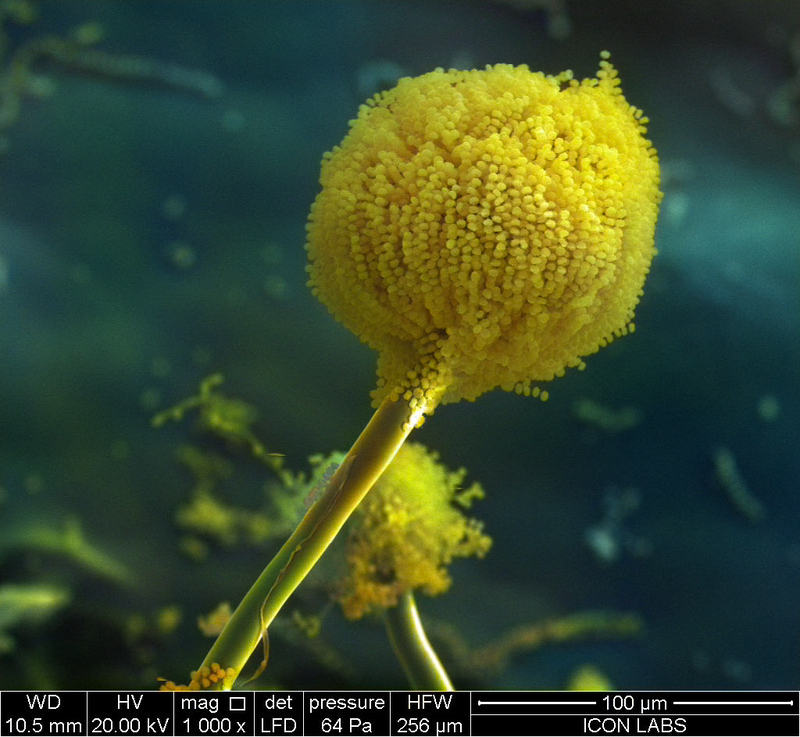
Aspergillus niger melanoliber

### Peptidomelanina
Una forma idrosolubile di melanina prodotta durante la germinazione delle spore di Aspergillus niger melanoliber. È composta da un nucleo insolubile di polimeri di L-DOPA che viene solubilizzato tramite brevi catene peptidiche eterogenee copolimerizzate, formando una “corona” con una lunghezza media di 2,6 ± 2,3 amminoacidi. La peptidomelanina è in grado di chelare grandi quantità di metalli pesanti come piombo, mercurio e uranio (sotto forma di uranile).

### Selenomelanina
Si tratta di un analogo della feomelanina arricchito con il selenio. che venne sintetizzato per la prima volta alla Northwestern University, di cui però non si esclude la naturale presenza negli organismi.

## Abbondanza e disponibilità
La melanina è presente in quasi tutti gli organi umani ed è ubiquitaria anche in organismi evolutivamente lontani tra di loro.

## Sintesi

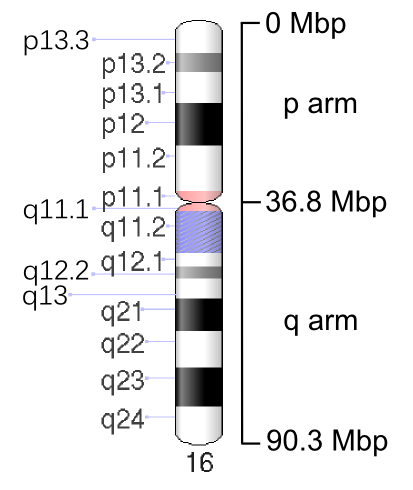
Cromosoma 16

Il gene che controlla la produzione di melanina per il recettore melanocortinico accoppiato a proteine G (MC1R) si trova nel locus genetico q24.3 sul cromosoma 16. Il gene MC1R regola l'abbronzatura (sensibilità all'esposizione alla luce e alle scottature solari), determina il colore della pelle e dei capelli e aumenta il rischio di melanoma. I tassi di sintesi della melanina variano tra i membri della stessa famiglia e tra i gruppi razziali. Questa variazione (MSH) è causata dalla genetica, dall'esposizione al sole e da alcuni ormoni che stimolano i melanociti, come l'ormone adrenocorticotropo (ACTH), la lipotropina e l'ormone stimolante i melanociti.
Le melanine sono il prodotto dell'ossidazione e polimerizzazione delle tirosine negli animali, mentre dei composti fenolici negli animali inferiori. La melanina viene prodotta principalmente a partire da due monomeri chiave: il 5,6-diidrossiindolo (DHI) e l'acido 5,6-diidrossiindolo-2-carbossilico (DHICA), insieme ai loro vari stati redox e tautomerici.
L'esistenza di tautomeri all'interno della melanina è stata proposta per la prima volta nel 2002 sulla base di materiali DHI/melanina. Nell'articolo, gli autori suggeriscono che la chinone-immina è un componente principale della melanina. Tuttavia, studi computazionali successivi hanno indicato che la chinone-metide è più stabile della corrispondente immina, anche se meno stabile della chinone. È generalmente accettato che la chinone-metide sia il tautomero preferito, in linea con altri sistemi di orto-chinone. È interessante notare che il metide appare essere un intermedio chiave nella formazione di DHI e DHICA nelle prime fasi della melanogenesi.
Si noti che i monomeri di partenza sono orto-idrochinoni o catecoli, e si comportano come tali. Inoltre, questi monomeri sono altamente reattivi. I siti più reattivi sembrano essere le posizioni 2, 4 e 7, almeno per il DHI. Inoltre, i catecoli sono anche sensibili all'ossigeno e possono subire auto-ossidazione in condizioni lievi.
Nei mammiferi, la melanina si forma sotto forma di granuli intracellulari che vengono trasferiti dai melanociti alle cellule epiteliali e costituiscono il pigmento predominante dei capelli e dell'epidermide.

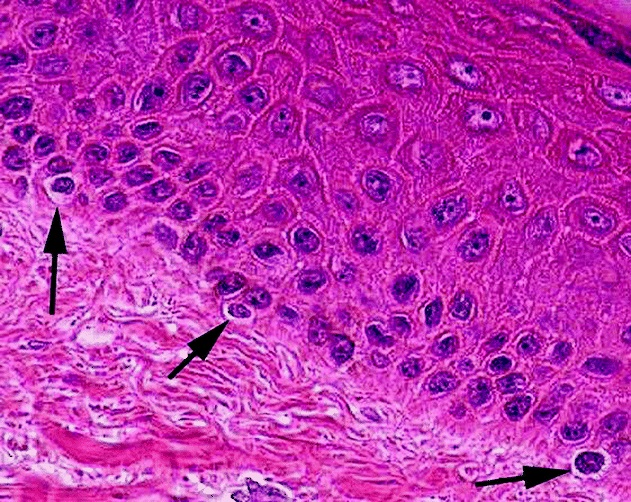
Melanociti

### Melanogenesi
Questo processo avviene nei melanociti, nello specifico nelle vescicole chiamate melanosomi. I melanosomi, dalla loro forma primitiva di promelanosomi, sono stati per molto tempo considerati una derivazione del reticolo endoplasmatico liscio, anche se esperimenti più recenti sembrano indicare i melanosomi come una derivazione delle vescicole derivanti dalla via di sviluppo dei lisosomi, alle quali si vanno a fondere le vescicole provenienti dal Golgi contenenti gli enzimi melanogenetici.
La biosintesi della melanina può essere avviata sia dall'idrossilazione della L-fenilalanina in L-tirosina (passaggio non obbligatorio, operativo in vivo) sia direttamente dalla L-tirosina, che viene successivamente idrossilata a L-diidrossifenilalanina (L-DOPA) (passaggio obbligatorio sia in vitro che in vivo). La L-DOPA funge da precursore sia delle melanine che delle catecolamine, agendo lungo percorsi separati. Il passaggio successivo, l'ossidazione della L-DOPA a dopachinone, è comune sia ai percorsi eumelanogenici che feomelanogenici.
L'eumelanogenesi prevede la trasformazione del dopachinone in leucodopacromo, seguita da una serie di reazioni di ossido-riduzione con produzione di intermedi come diidrossiindolo (DHI) e acido diidrossiindolico (DHICA), che subiscono polimerizzazione per formare l'eumelanina.
La feomelanogenesi inizia anch'essa con il dopachinone, che si coniuga con la cisteina o il glutatione per produrre cisteinildopa e glutationildopa, che vengono ulteriormente trasformate in feomelanina. La melanina mista contiene sia eumelanina che feomelanina.
La generazione di catecolamine a partire dalla L-DOPA richiede la sua decarbossilazione enzimatica, idrossilazione e metilazione per produrre dopamina, norepinefrina ed epinefrina, rispettivamente. In vitro, tutte queste catecolamine possono potenzialmente convertirsi in neuromelanina attraverso diverse reazioni di ossido-riduzione. In vivo, solo dopamina e cisteinildopamina possono fungere da precursori primari del pigmento.

## Reattività e caratteristiche chimiche
La capacità della melanina di ridurre e ossidare altre molecole è, in larga misura, determinata dalle proprietà redox delle sue unità monomeriche. La presenza di un radicale libero all'interno della melanina non è sorprendente, dato che si basa su un sistema di orto-chinoni e che gran parte del comportamento osservato è coerente con quello delle unità semichinoniche.
Tuttavia, un'osservazione importante è che i semichinoni standard degli orto-chinoni sono molto instabili, mentre nel caso della melanina le relative subunità melaniche sono piuttosto stabili ed esibiscono una reattività sostanzialmente inferiore. Ciò è ben dimostrato dalla rilevazione diretta della melanina nei fossili di dinosauro, inclusa quella effettuata in un esperimento con l'utilizzo della risonanza paramagnetica elettronica.
La minore reattività è probabilmente dovuta alla loro accessibilità limitata come risultato di interazioni intramolecolari e ingombro sterico. L'importanza del semichinone non deve essere sottovalutata, poiché la sua formazione attraverso una reazione di comproporzione è fondamentale per le proprietà elettriche e, di conseguenza, per le applicazioni dei dispositivi a base di melanina.
Le melanine proteggono contro le radiazioni ionizzanti assorbendo l'energia delle radiazioni e dissipandola sotto forma di calore, oltre a intercettare e/o neutralizzare le molecole ionizzate all'interno della cellula (es. specie reattive dell'ossigeno). Quest'ultimo aspetto è legato alle forti proprietà antiossidanti della melanina, una caratteristica utilizzata anche da molti agenti patogeni microbici per contrastare le difese immunitarie dell'ospite.
Le eumelanine si comportano come polianioni con la capacità di legare reversibilmente cationi, anioni e poliammine in reazioni facilitate dalla loro elevata concentrazione di gruppi carbossilici. Lo spettro di risonanza paramagnetica elettronica (EPR) dell'eumelanina corrisponde a un singoletto leggermente asimmetrico che genera un segnale di radicale libero a circa g = 2.004.
La feomelanina può anche agire come ligando per farmaci e sostanze chimiche e, come l'eumelanina, contiene semichinoni con proprietà paramagnetiche associate, ma possiede anche ulteriori centri di semichinonimmina. Gli spettri EPR delle feomelanine corrispondono a una struttura iperfine con un elettrone spaiato localizzato vicino al nucleo dell’azoto 14.

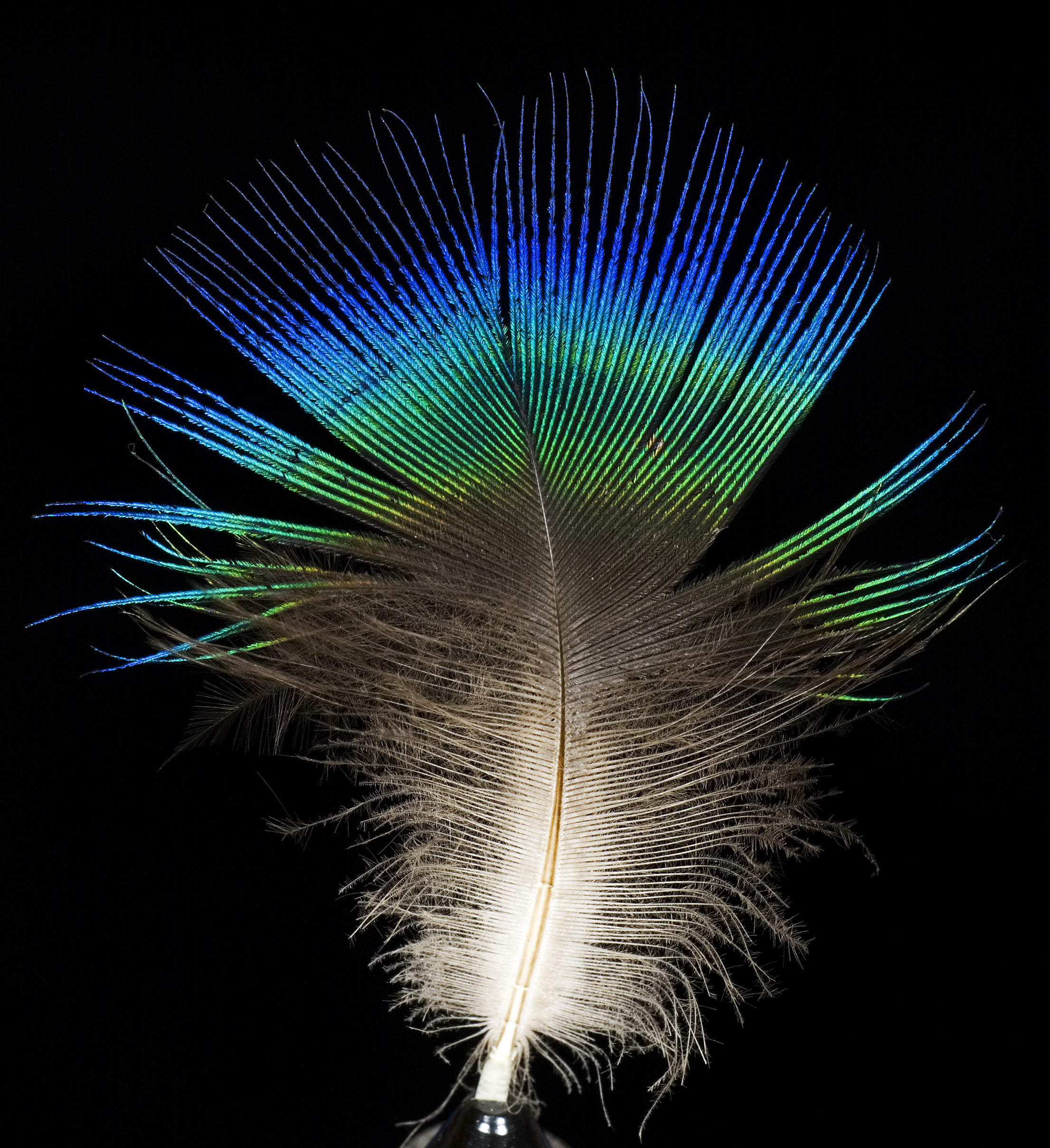
Piuma di pavone

## Importanza biologica
In natura, la melanina svolge diverse funzioni che spaziano dal mimetismo alla raccolta di energia. In quanto pigmenti, le melanine influenzano la percezione visiva migliorando o riducendo la comunicazione visiva (es. le piume del pavone, i camaleonti).
In termini di protezione, le melanine sono ben note per proteggere contro le radiazioni ultraviolette ionizzanti, ma questo è solo un esempio. La melanizzazione è stata associata anche alla protezione contro diversi fattori biotici, come la difesa dell'ospite contro i patogeni, e fattori abiotici, tra cui il calore, il freddo e gli stress osmotici.

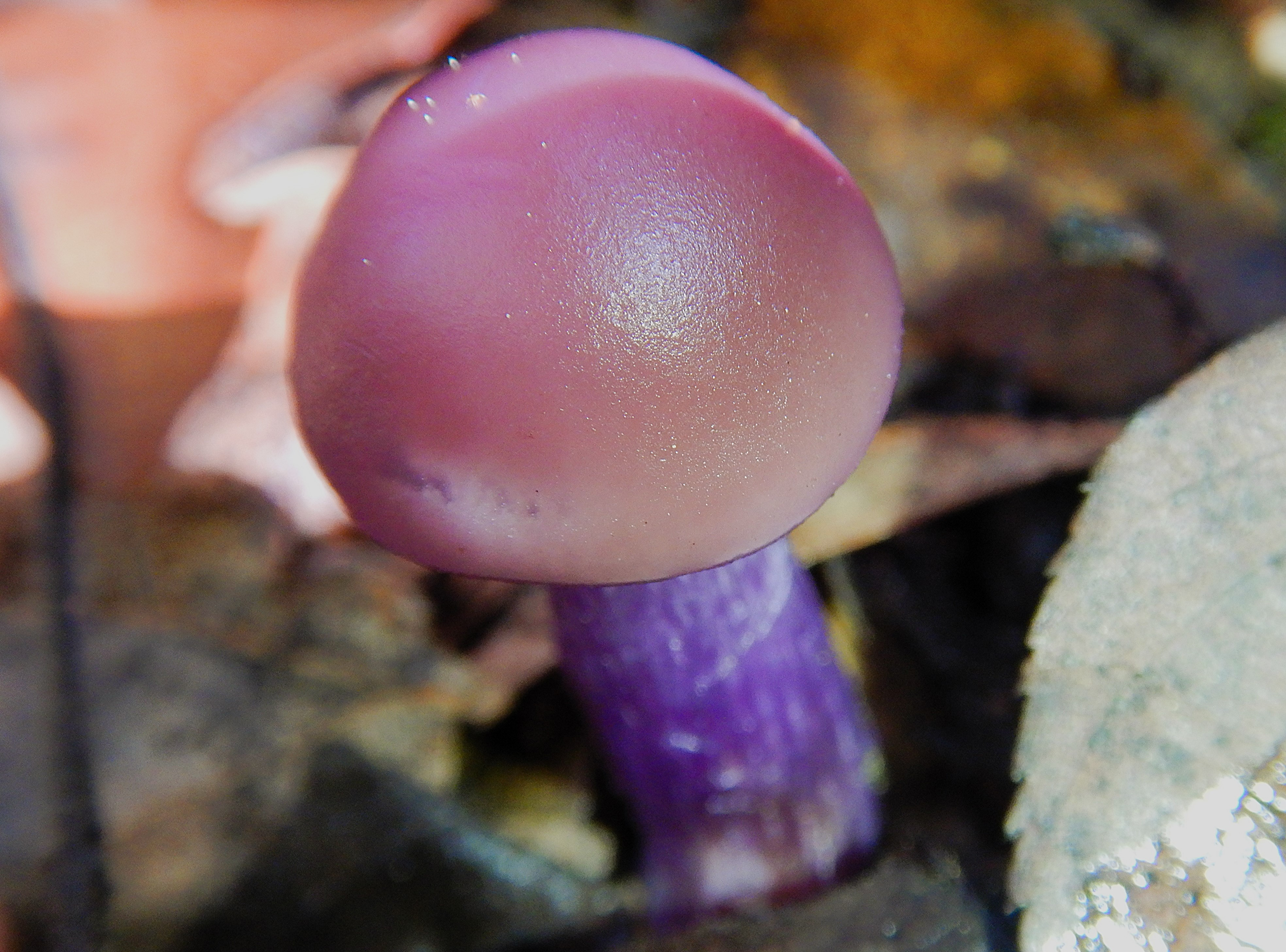
Fungo Lepista nuda

I sistemi immunitari di alcuni insetti e nematodi si basano sulla melanina, e alcuni patogeni microbici usano la melanina per eludere le difese immunitarie dell'ospite. Infine, molti organismi melanotici usano la melanina per catturare energia dalle radiazioni. Animali, piante e funghi possono utilizzare la melanina per raccogliere calore dalle radiazioni, influenzando la loro adattabilità a diversi ambienti termici, il cosiddetto melanismo termico.
Studi sui funghi hanno inoltre dimostrato che la melanina può raccogliere energia dalle radiazioni elettromagnetiche per uso metabolico in un processo che coinvolge le proprietà elettriche della melanina, conosciuto come radiosintesi.

## Malattie associate
Si distinguono fondamentalmente due tipi di condizioni associate alla sintesi di melanina:
- l'iperpigmentazione: la sintesi di melanina risulta superiore alla norma,
- l'ipopigmentazione: la sintesi di melanina risulta inferiore alla norma.

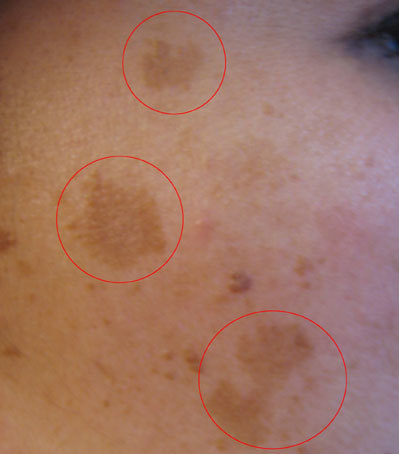
Melasma

### Iperpigmentazione
Un aumento nella produzione di melanina causa l'iperpigmentazione. Le situazioni in cui la sintesi della melanina aumenta derivano principalmente dall'esposizione al sole, da condizioni dermatologiche, ormoni, età, fattori ereditari, lesioni cutanee o infiammazioni e acne. La causa più frequente dell'iperpigmentazione è l'esposizione al sole, che stimola fortemente la produzione di melanina. Uno studio ha dimostrato come l'esposizione precoce al sole possa peggiorare le macchie scure, facendole somigliare a melasma, macchie post-infiammatorie e macchie dell'età.
Due esempi di iperpigmentazione causata da fattori ormonali sono il cloasma e il melasma. È stato accertato che gli ormoni sessuali femminili, estrogeni e progesterone, che aumentano la formazione di melanina quando il corpo è esposto alla luce solare, siano responsabili di questa condizione, che è prevalente nelle donne. La terapia ormonale sostitutiva ha l'effetto collaterale di causare iperpigmentazione.

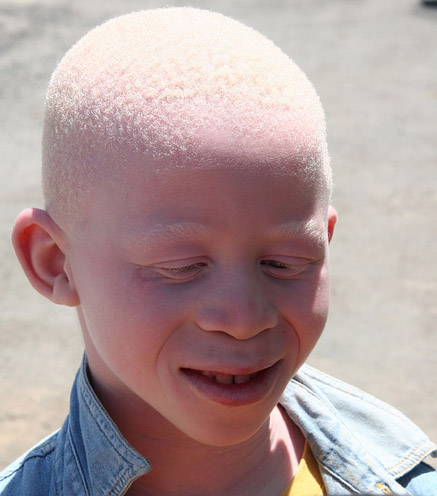
Persona affetta da albinismo

### Ipopigmentazione
I traumi cutanei pregressi, comprese lesioni cutanee come vesciche, infezioni, ustioni, esposizione a sostanze chimiche e altre ferite, rappresentano la causa più comune di ipopigmentazione. Dopo la guarigione di una lesione, la pelle risulterà infatti più chiara rispetto alla superficie cutanea circostante. Malattie ereditarie come l'albinismo, il melasma, le infezioni fungine, la pityriasis versicolor, la pityriasis alba e la vitiligine possono causare ipopigmentazione della cute principalmente perché alterano il metabolismo della tirosina.

## Applicazioni
La melanina è utilizzata commercialmente come componente di creme solari, principalmente per la sua capacità di neutralizzare i radicali liberi e per le sue proprietà di assorbimento della luce. Il pigmento è anche un potenziale bersaglio per la terapia anti-melanoma.

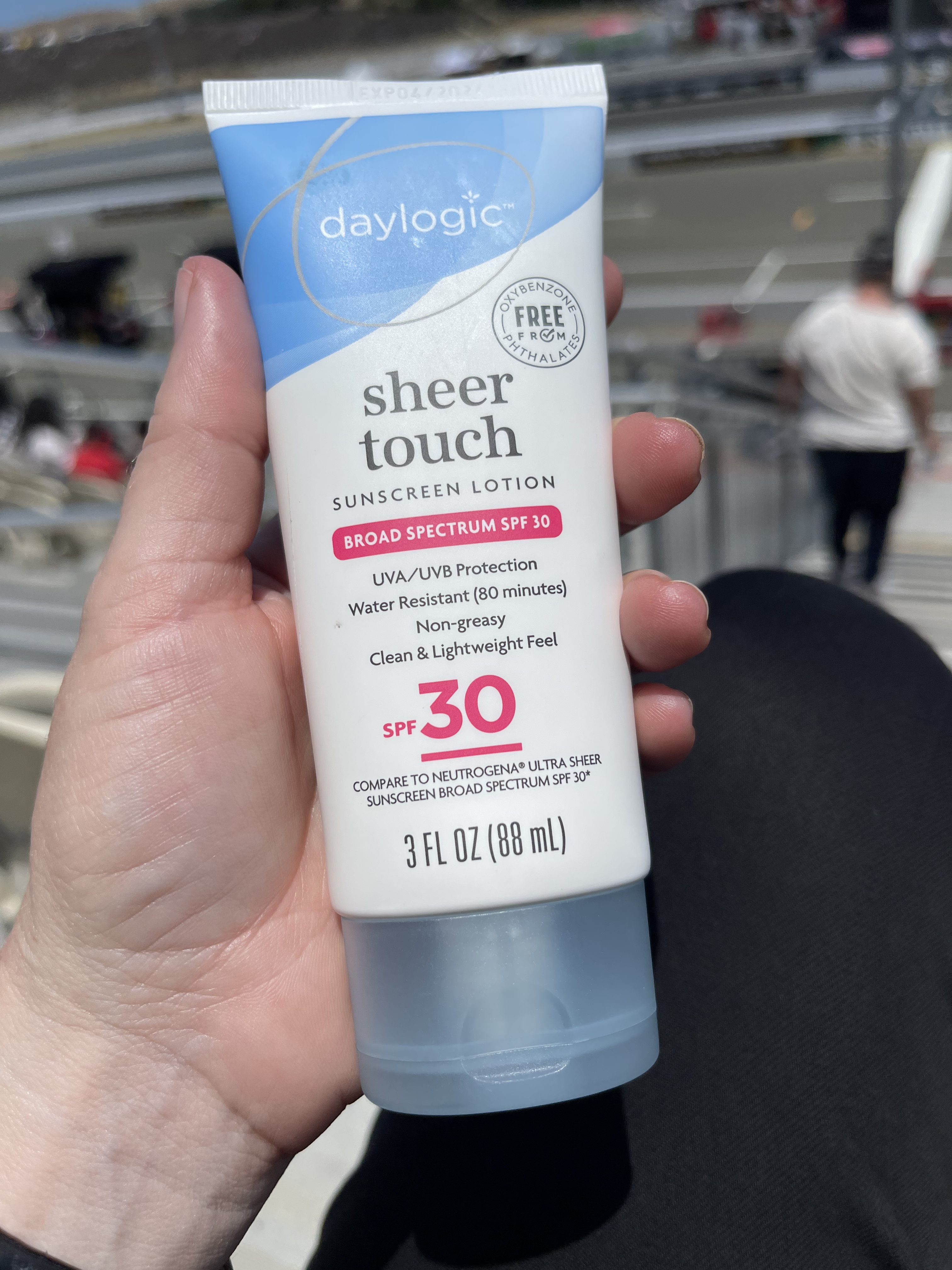
Crema solare

Le nanoparticelle di melanina (MNP) o nanoparticelle simili alla melanina (MLNP) hanno un potenziale unico come materiali funzionali per migliorare le proprietà fisiche e funzionali dei film nanocompositi. Sono state infatti sviluppate varie applicazioni nel campo del confezionamento alimentare e della biomedicina, utilizzando melanina o MLNP da sole o in combinazione.
Negli ultimi venti anni, le melanine hanno attirato un'attenzione crescente per il loro utilizzo in semiconduttori organici e bioelettronica, rilascio di farmaci, fotoprotezione e biorisanamento ambientale. Sebbene siano stati compiuti considerevoli progressi in questi campi, le applicazioni pratiche delle melanine nel mondo reale sono ancora scarse, probabilmente a causa della fonte limitata e costosa della melanina naturale. Tuttavia, recenti progressi biotecnologici hanno permesso una produzione su scala relativamente ampia di melanine microbiche, che potrebbero sostituire l'attuale melanina commerciale.
Dati preliminari indicano che la peptidomelanina potrebbe avere applicazioni per la bonifica in situ dei metalli pesanti, anche in contesti agricoli. Sono inoltre in corso studi per l'applicazione della melanina nel settore aerospaziale.